# Karin Schmidt-Ruhland
Karin Schmidt-Ruhland (* 1958 in Hagen a.T.W.) ist eine Produktdesignerin und seit 2007 Professorin an der Burg Giebichenstein Kunsthochschule Halle. Sie leitet dort die Studienrichtung Spiel- und Lerndesign und den Masterstudiengang Design of Playing and Learning.

## Werdegang
Sie studierte von 1980 bis 1983 Betriebswirtschaft an der FHW Berlin und Soziologie an der FU Berlin, von 1983 bis 1990 absolvierte sie ein Studium des Industrial Design an der Hochschule der Künste Berlin. Bereits während des Studiums gründete sie eine Agentur für Gestaltung. Nach dem Diplom begann sie 1991 ihre Lehrtätigkeit an der HdK Berlin, von 1992 bis 1997 als künstlerische Mitarbeiterin in der Fachgruppe von Nick Roericht, von 1998 bis 2003 als wissenschaftliche Mitarbeiterin im interdisziplinären Forschungsprojekt SENTHA (Seniorengerechte Technik im häuslichen Alltag) an der Universität der Künste Berlin und von 2003 bis 2004 als Gastprofessorin an der UDK Berlin. Ab 2002 arbeitete sie mit an der »nick-roericht-stiftung« beim Ordnen und Archivieren der Lehrunterlagen von Nick Roericht. 2007 hatte sie die Projektleitung »universal design« beim Internationalen Design Zentrum Berlin und von 2006 bis 2008 konzipierte, organisierte und führte sie die Nachwuchswettbewerbe zum Thema „Universal Design“ für das Bundesministerium für Familie, Senioren, Frauen und Jugend an der UdK Berlin durch. Seit 2007 hat sie eine Professur an der Kunsthochschule Halle und leitet die Studienrichtung Spiel- und Lerndesign. Dort war sie von 2010 bis 2014 Prorektorin für Lehre und leitete u. a. das Projekt: Burg gestaltet! Qualitätspakt Lehre von 2011 bis 2016. Ab 2017 übernahm sie die kommissarische Leitung der Studienrichtung Produktdesign, Keramik-/Glasdesign.
Sie ist Jurymitglied bei verschiedenen Wettbewerben, so z. B. Focus Stuttgart, German Design Award Frankfurt, Kind und Jugend Köln, Hessischer Staatspreis Frankfurt, Kids Design Award Tokio und Dineus-Wettbewerb.

## Publikationen
- Karin Schmidt-Ruhland (Hrsg.): pack aus, pack ein, pack zu – Neue Verpackungslösungen für Alt und Jung. Ausstellungskatalog, 2006, ISBN 3-89462-141-9, ISBN 978-3-89462-141-4
- Knigge, Schmidt-Ruhland, Chapter 8: Integration of the Elderly in the Design Process. In: Florian Kohlbacher, Cornelius Herstatt (Hrsg.): The Silver Market Phenomenon. Springer, 2008, S. 103–124.
- Karin Schmidt-Ruhland (Hrsg.): von Kopf bis Fuß, tägliche Begleiter für Alt und Jung. Ausstellungskatalog, 2008, ISBN 978-3-89462-170-4